# Gamla gymnastikhuset, Lund
Ej att förväxla med Bruniushuset på Kiliansgatan och Magle Lilla kyrkogata.
Det gamla gymnastikhuset, eller Bruniushuset som det även kallas, är en byggnad på gymnasieskolan Katedralskolan i Lund.

## Historia
Byggnaden var från början ett stall med gråstensmur som byggdes 1807 till Viffertska gården som då låg på platsen.
Domkapitlet i Lund förvärvade 1837 den Viffertska gården och samma år flytta Katedralskolan in på tomten. Eftersom det nu skulle bli en skolbyggnad så skedde det många förändringar på den före detta gården. För det gamla stallet innebar det att det 1842 byggdes en övervåning på byggnaden. Övervåningen var ritad av Carl Georg Brunius, vilket är varför byggnaden idag kallas för Bruniushuset. Anledningen till tillbyggnaden var att skolan behövde en sal för fäktning.  Detta då fäktning var en stor del av militärgymnastiken, vilken är en av de fyra inriktningarna i Linggymnastiken.
Från 1974 är Gamla gymnastikhuset och Karl XXI-huset de två byggnaderna på Katedralskolan som är byggnadsminnen.